# Connected (Stereo MCs)
Connected è un album del 1992 dei Stereo MCs. I brani Connected, Ground Level, Step It Up e Creation sono diventati singoli di successo.
Secondo Robert Christgau, anche se la musica dell'album è orecchiabile e ritmata, Connected è "talmente sfaccettato che la sua funzionalità è fungibile e dimenticabile". Nel giugno 2000, la rivista Q ha posizionato Connected al 52º posto nella sua lista dei 100 migliori album britannici di tutti i tempi. L'album ha vinto il premio per il Miglior Album Britannico ai Brit Awards del 1994 ed è stato selezionato per il Mercury Prize nel 1993. Inoltre, è stato incluso nel libro 1001 Album You Must Hear Before You Die (1001 album che devi ascoltare prima di morire).

## Tracce
1. Connected – 5:14 (Birch/Hallam/H.W. Casey/Richard Finch)
2. Ground Level – 4:13
3. Everything – 3:47 (Birch, Hallam, James L. Worthy)
4. Sketch – 5:44 (Birch, Hallam, Tuzé DeAbreu)
5. Fade Away – 4:25
6. All Night Long – 4:07
7. Step It Up – 4:59
8. Playing With Fire – 4:20
9. Pressure – 3:50
10. Chicken Shake – 3:50
11. Creation – 5:03
12. Don't Let Up (feat. Mica Paris) – 3:09
13. The End – 3:47 (Birch, Hallum, Carole King, Toni Stern)